# Bábtáncoltató betlehemezés
A bábtáncoltató betlehemezés magyar népszokás, a bábjáték paraszti formája. A századfordulón három fő táji típusa volt ismeretes Magyarországon. A Balaton környéki, a felső-Tisza-vidéki és az Esztergom környéki bábtáncoltató betlehemezés. Szórványosan más helyeken is előfordul.

## Eredete
A magyar bábtáncoltató betlehemezés történeti múltja még nincs felderítve. Sebestyén Gyula középkori eredetűnek tartotta a magyar bábtáncoltató betlehemezést, és úgy vélte, hogy az élő szereplőkkel előadott betlehemes játék is ebből indul ki, ami azonban nem bizonyítható.

## Leírása
A bábtáncoltató betlehemezés színpada templom vagy jászol alakú, a primitív bábokat a bábtáncoltató betlehem alsó részén vágott járatban alulról mozgatják. Szereplői közt megtaláljuk az angyalt, ördögöt, Heródest, kéményseprőt, a halált, a pásztorokat, egy női figurát (neve néha Jutka Marinka) és egy adományokat gyűjtő bábot (dékán, Kismiklós). A bábok mozgását a színpadforma határozza meg: forognak, verekednek, a halál leüti Heródes fejét.  Néha szövegmondás is kíséri mozgásukat. A bábtáncoltató betlehemezés többnyire élő szereplőkkel előadott betlehemezéssel együtt kerül előadásra.

## Betlehemes játékok más országokban
Bábokkal előadott karácsonyi játékot a szomszédos és más európai népek is ismernek, ezek részben laikus játékok, részben vándor hivatásos társulatok előadásában kerültek színpadra. (Érdekes megemlíteni, hogy a vallonoknál is betlehemes játéknak nevezték a bábokkal előadott karácsonyi játékot.) Német nyelvterületen rokona a Herodeskasten, a lengyeleknél a szopka, az ukránoknál, fehéroroszoknál a vertep. Az ukrán bábszínpadon a cselekmény két szinten játszódik: a felső részben vallásos tárgyú jelenetek kerülnek előadásra, az alsó szinten pedig világi jelenetek.

## Lásd még
- Betlehemezés